# والنتینا رودینی
والنتینا رودینی (ایتالیایی: Valentina Rodini؛ زادهٔ ۲۸ ژانویهٔ ۱۹۹۵) قایقران روئینگ زن اهل ایتالیا است.
وی در مسابقات کشوری و بین‌المللی در مجموع برندهٔ ۱ مدال طلا شده‌است.